# Миколаїв (локомотивне депо)
Локомотивне депо Миколаїв (ТЧ-8) — одне з основних локомотивних депо Одеської залізниці. Розташоване на станціях Миколаїв (ПТОЛ) та Миколаїв-Вантажний.

## Діяльність
Підприємство обслуговує та ремонтує тепловози ТЕ33АС, 2ТЕ10М, 2ТЕ10У, 2ТЕ10Ут, ЧМЕ3 (Е, Т), дизель-поїзди серії Д1 та ДЕЛ-02.
24 лютого 2022 року, з початку російського вторгнення в Україну, співробітники локомотивного депо Миколаїв вивели понад 50 одиниць тягового рухомого складу з Миколаєва та Херсона. Зокрема, вивезено тепловоз ТЕ33АС («Тризуб») усі тепловози 2ТЕ10, ЧМЕ3, а також евакуйовано відновлювальний поїзд станції Миколаїв-Сортувальний.

## Історичний рухомий склад
- Паровози: Ер, СУ, СО.
- Тепловози: ТЕП10Л, 2ТЭ10Л, ТЕ3, ЧМЕ2.

## ТЭП70 на Одеській залізниці
Після електрифікації Полтави і Кременчука виникла незатребуваність тепловозів серії ТЕП70 на Південній залізниці. Після капітального ремонту на ПТРЗ,тепловози були передані до складу Одеської залізниці в локомотивне депо ТЧ-5.
Локомотивне депо Миколаїв орендує тепловози серії ТЕП70 у локомотивного депо Імені Тараса Шевченка.

## Новополтавська вузькоколійна залізниця
Будівництво дороги відбувалося 1942—1943 роках. Її центром була визначена станція Новополтавка, через яку проходила звичайна залізнична гілка Знам'янка — Миколаїв з шириною колії (1524 мм)
За весь період існування цієї залізниці основним її завданням було перевезення зерна та інших продуктів сільськогосподарського виробництва по лінії Володимирівка — Новополтавка. Для цього був парк товарних вагонів. Елеватор, розташований в с. Володимирівка був головним об'єктом вантажного обслуговування лінії. Однак здійснювалися і пасажирські рейси за цим маршрутом. Починаючи з 1985 року такі поїзди прямували лише сезонно, тобто не кожен день і не щотижня. Пасажирські поїзди зазвичай складалися з 5-6 жорстких вагонів «Pafawag» польського виробництва. Станом на літо 1998 року такий поїзд здійснював лише два рейси на тиждень — у ніч з п'ятниці на суботу і в неділю ввечері. У той час ці поїзди складалися з чотирьох вагонів.
Вантажні перевезення на лінії були практично припинені приблизно в середині 1990-х років.
У 1999 році за рішенням «Укрзалізниці» Новополтавська вузькоколійна залізниця була закрита і розібрана. Доля ж тепловозів наразі невідома.